# Howard Lincoln

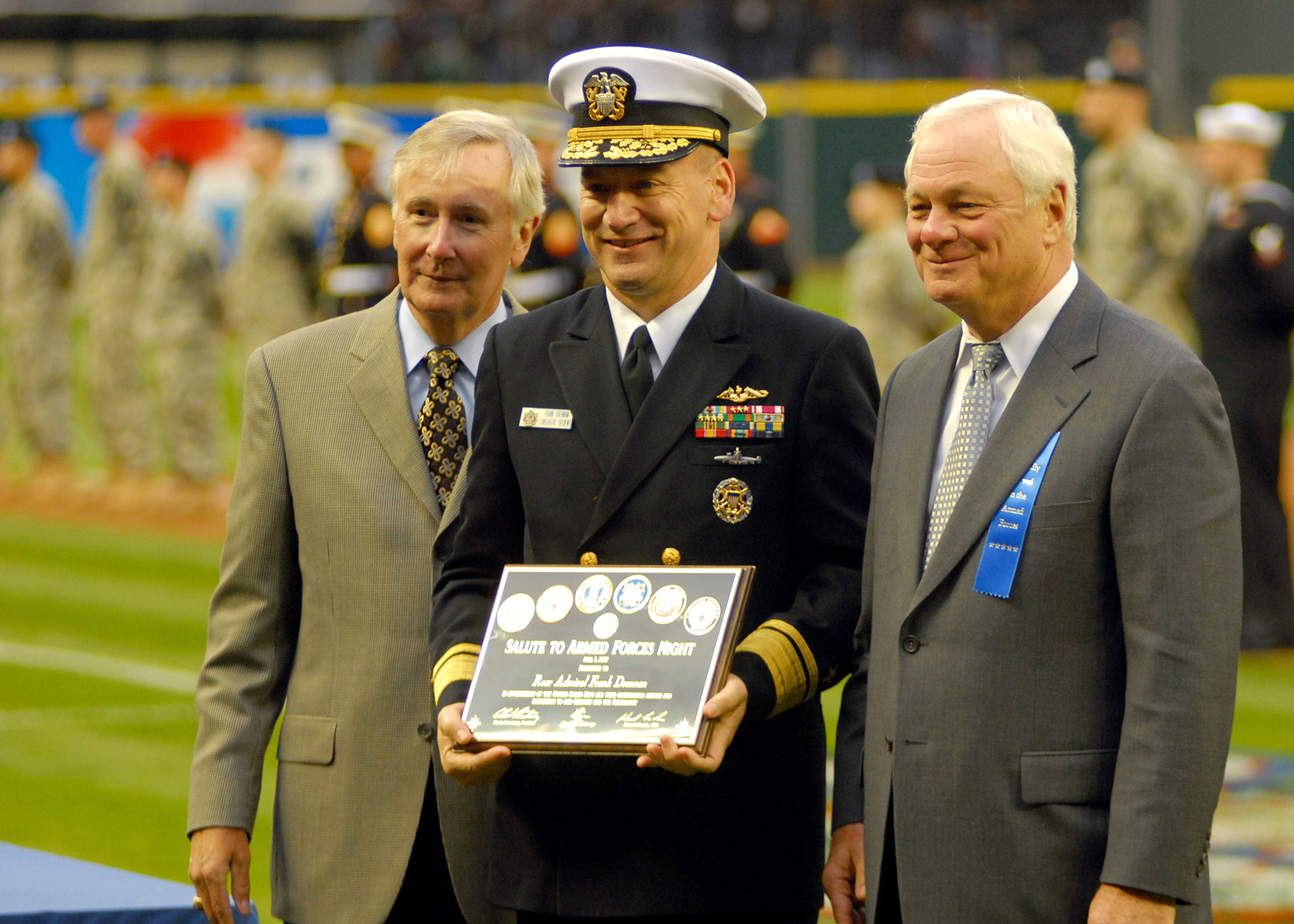
Howard Lincoln (esquerda) e Charles G. Armstrong (direita) honram as Forças Armadas dos EUA. Almirante Frank Drennan aceita a honra. 3 de abril de 2007

Howard Charles Lincoln (nascido em 14 de fevereiro de 1940, em Oakland (Califórnia)) é um advogado e empresário estado-unidense, conhecido por ter sido um antigo presidente da Nintendo of America e atual Presidente e Chefe Executivo do time de beisebol Seattle Mariners, representando o ausente dono majoritário Hiroshi Yamauchi.
Ele fez trabalhos legais em 1981 para a Nintendo, culminando no Caso Universal City Studios, Inc. contra Nintendo Co., Ltd.. Lincoln contratou John J. Kirby Jr. para representar a Nintendo no tribunal, e a Nintendo ganhou o caso, assim como sucessivas apelações.
Lincoln se juntou a Nintendo em 1983 e em 1994 foi designado para a presidência da empresa.